# Crocodile Dundee II
Crocodile Dundee II er en australsk actionkomedie og eventyrfilm fra 1988 med Paul Hogan og Linda Kozlowski i hovedrollerne. Instruktion er af John Cornell, mens manuskriptet er udarbejdet af Paul Hogan og Brett Hogan.
Crocodile Dundee II er en opfølger til den succesfulde Crocodile Dundee fra 1986. Opfølgeren fik dårlig modtagelse af filmanmelderne, men blev til trods for det en næsten lige så stor publikumssucces som den første film. Den indbragte næsten $240 millioner på global basis, mens tallene for den første var $328 millioner.
Crocodile Dundee II er noget mere actionpræget i forhold til den første film og havde desuden et større budget. Den blev i 2001 efterfulgt af den mislykkede Crocodile Dundee i Los Angeles.

## Handling
Mick Dundee har nu bosat sig i New York City hvor han lever sammen med Sue Charlton. Dundee forsøger at kombinere et moderne storbyliv med sin gamle levemåde, noget som medfører flere pudsige situationer. Der bliver blandt andet stor ståhej da han en dag vælger en noget utraditionel måde at fange fisk på – ved at kaste dynamit fra sin robåd udenfor Manhattan.
Parallelt med deres bekymringsfrie liv arbejder Sues eksmand med at afsløre virksomheden til et narkotikakartel i Colombia. Han kommer tæt på kartellets virksomhed og formår at tage nogle afslørende billeder af deres leder før han bliver opdaget. Før han bliver myrdet nåede han at sende billederne til ekskonen i New York. Rico, kartellets leder, og hans højre hånd Miguel, får rede på hvor billederne er blevet sendt og rejser til New York for at ødelægge bevismaterialerne. I håb om at presse billedbeviserne til sig, kidnapper de Sue. Men Mick ved råd, og sammen med sin ven Leroy og nogle af hans lysskye venner, formår han at befri sin kære. 
Rico klarer imidlertid at flygte fra politiets varetægt og sammen med nogle lakajer forfølger han parret for at likvidere dem. Under denne trussel bestemmer Mick sig for at tage Sue med sig til Australien i håb om at forbedre sine odds mod narkoligaen. Parret får en varm velkomst blandt gamle kendte i Walkabout Creek og søger dækning i et vildmarksområde som Mick ejer og som viser sig at være lige så stort som delstaten New York. Rico og hans mænd klarer imidlertid at opspore dem og sammen med nogle lokale banditter kommer de ud i vildmarken efter dem. Men da jagten ikke giver det ønskede resultat kidnapper de Micks ven, Walther, og tvinger ham til lokke ham frem under trussel om at dræbe ham. Men Mick kan "tusind kneb" for at bekæmpe ligaen og denne gang befinder de sig i et miljø som han behersker til fulde.

## Rolleliste
- Paul Hogan: Michael "Crocodile" Dundee
- Linda Kozlowski: Sue Charlton
- John Meillon: Walter Reilly
- Stephen Root: DEA Agent
- Hechter Ubarry: Rico
- Juan Fernández: Miguel
- Charles S. Dutton: Leroy
- Kenneth Welsh: Brannigan
- Dennis Boutsikaris: Bob Tanner
- Ernie Dingo: Charlie
- Steve Rackman: Donk
- Gerry Skilton: Nugget
- Gus Mercurio: Frank
- Susie Essman: Tour Guide
- Colin Quinn: Onlooker at Mansion
- Luis Guzman: Jose

## Filmene om Crocodile Dundee rangeret efter kommerciel succes og efter kritikernes dom
Rangering efter kommerciel succes
| Titel                          | År      | Ved biografer verden over                | Ved biografer i USA                    | Ved biografer i Australien         |
| ------------------------------ | ------- | ---------------------------------------- | -------------------------------------- | ---------------------------------- |
| Crocodile Dundee               | 1986/87 | $328 millioner (ca 2,3 mrd. kr)          | $174,8 millioner (ca 1,22 mrd. kr)     | 47,7 millioner (Australske dollar) |
| Crocodile Dundee II            | 1988    | $240 millioner (ca 1,68 mrd. kr)         | $109 millioner (ca 760 millioner kr)   | 24,9 millioner (Australske dollar) |
| Crocodile Dundee i Los Angeles | 2001    | $39,4 millioner (ca 295,5 millioner kr.) | $25,6 millioner (ca 192 millioner kr.) | 7,6 millioner (Australske dollar)  |

Rangering efter filmkritikernes holdning (Rotten Tomatoes)
| Titel                          | År   | Rangering på Rotten Tomatoes (2009) |
| ------------------------------ | ---- | ----------------------------------- |
| Crocodile Dundee               | 1986 | 88 %                                |
| Crocodile Dundee II            | 1988 | 14 %                                |
| Crocodile Dundee i Los Angeles | 2001 | 12 %                                |